# フライングパイレーツ〜ネバーランド漂流記
『フライングパイレーツ〜ネバーランド漂流記』（フライングパイレーツ〜ネバーランドひょうりゅうき）は、貞方祥脚本・演出によるミュージカル。通称・フラパイ。

## 概要
- 初演は2010年に銀座みゆき館劇場にて、特撮テレビドラマ『レスキューフォース』でメインキャストを務めた長谷川恵美が主演。
- 2014年、シアターグリーン BIG TREE THEATERにて上演し、アイドルグループ「私立恵比寿中学」を卒業し、舞台初主演となる鈴木裕乃を起用。
- 2015年4月、場所を新宿村LIVEへと移し、アイドルグループ「PASSPO☆」を卒業し、舞台初主演となる奥仲麻琴を起用。
- ガールズミュージカルとして女性のみのキャストで上演してきたが、2015年9月には『featuring GUY'S』としてピーターパンやキャプテンフック、スミー副船長、ロジャー海賊団などの男役には男性キャストを起用し、激しいアクションものにアレンジされた。
- 2017年1月、中国のアイドルグループ「Lunar」総出演によるミュージカル『FLYING PIRATES・小飛侠彼得潘之夢幻島漂流記』として中国版が上演された。
- 2017年3月、池袋に同作に登場する夢苑学院をモチーフにしたコンセプトカフェ「フラパイカフェ・夢苑学院〜パイレーツ部へようこそ」がオープンした。

## 公演リスト
初演　主催：フェアリーフェスタ・プロデュース
2010年4月8日～4月11日　銀座みゆき館劇場
第2回　主催：SHOWMAN'S シミズオクト
2014年7月30日～8月3日　シアターグリーン BIG TREE THEATER
第3回　主催：SHOWMAN'S
2015年4月29日～5月4日　新宿村LIVE
featuring GUY'S　主催：SHOWMAN'S
2015年9月18日～9月23日　新宿村LIVE
ピューロ featuring GUY'S　主催：サンリオエンターテイメント／1107
2016年3月26日～3月27日　サンリオピューロランド
第4回　主催：SHOWMAN'S
2016年8月3日～8月6日　新宿村LIVE
Lunar上海公演　主催：上海露娜文化伝播有限公司
2017年1月20日～1月21日　上海茉莉花劇場

## キャスト

### 初演キャスト
- 水野曜 - 長谷川恵美
- 犬山奈々 - 嘉陽愛子
- 熊本舞子 - 柚月美穂
- 鏡橋純 - 蓮菜貴子

- ピーターパン - 東海林愛美
- キャプテンフック - 竹内綾乃
- スミー副船長 - 安藤遥
- チクタクワニ - 森由佳

【ロストボーイズ】
- トゥートルズ - あまのまい
- スライトリー - 時乃真央
- カーリーＡ - 中村優里
- カーリーＢ - 小花

【マーメイド】
- アリエル - 小暮あき
- ベル - 瀬戸ありさ
- ジャスミン - 夏江紘実

【ロジャー海賊団Ａ】
- スターキー - 竹内恵美
- スカリー - 江尻奈々
- ビッキー - 南有貴
- シルバー - 水沢香織
- ジュークス - 銭谷のぞみ
- ルフィーナ - 神庭彩
- テイント - 松永未来

【ロジャー海賊団Ｂ】
- スターキー - 富沢恵莉
- スカリー - 相沢美羽
- ビッキー - 渋木美沙
- シルバー - 仁科那奈子
- ジュークス - 鈴木理紗
- ルフィーナ - 山科まりな
- テイント - 宮澤夏生

- ティンカーベル - 山口沙紀
- ティンカーベル - 原里杏
- ティンカーベル - 佐武宇綺
- ティンカーベル - あいか
- ティンカーベル - 佐藤さくら

- タイガーリリー - 徳永愛（特別出演）

### 第2回キャスト
- 水野曜 - 鈴木裕乃
- キャプテンフック - 尾花貴絵
- ピーターパン - 塩川愛友里
- ティンカーベル - 疋田紗也

- 犬山奈々 - 早水凛
- 熊本舞子 - 田中愛梨
- 鏡橋純 - 加島碧

- スミー副船長 - 神野千奈
- チクタクワニ - 片岡ミカ

【ロストボーイズ】
- トゥートルズ - みゅう（PASTEL CALLA）
- スライトリー - まろん（PASTEL CALLA）
- カーリー - あやか（PASTEL CALLA）

【マーメイド】
- メイビー - はらともこ
- チャイム - 秋山えりか
- マリカ - 今井めぐみ

【ロジャー海賊団】
- スターキー - 伊藤千恵子
- ビッキー - 杉山未樹
- ジュークス - 高石彩美
- テイント - 横関友希
- スカリー - 笠井静香
- シルバー - 荒川知美
- ルフィーナ - 宮城美寿々

- タイガーリリー - AZU（友情出演）

### 第3回キャスト
- 水野曜 - 奥仲麻琴
- キャプテンフック - かでなれおん
- ピーターパン - 神野千奈
- ティンカーベル - 太田希望

- 犬山奈々 - 早水凛
- 熊本舞子 - 神沢有紗
- 鏡橋純 - 加島碧

- スミー副船長 - 伊藤千恵子
- チクタクワニ - もじゃ

【ロストボーイズ】
- トゥートルズ - 太田瀬理奈
- スライトリー - 石飛恵里花
- カーリー - 小嶋乃愛

【マーメイド】
- メイビー - はらともこ
- チャイム - 松田佳子
- マリカ - 青山玲奈（フラップガールズスクール）

【ロジャー海賊団】
- スターキー - 宮城流意
- ジュークス - 一条花香
- テイント - 横関友希
- スカリー - 石原千尋
- ビッキー - 坂本マリア（フラップガールズスクール）
- シルバー - 横山未蘭（フラップガールズスクール）
- ルフィーナ - 佐藤優香（フラップガールズスクール）
- ジャックス - 道江幸子（フラップガールズスクール）

- タイガーリリー - うちやえゆか

### featuring GUY'Sキャスト
- 水野曜 - 小田島渚
- ピーターパン - 猪野広樹
- キャプテンフック - 村上幸平

- スミー副船長 - 服部翼

- ティンカーベル - あだちあさみ
- チクタクワニ - 永田浩司

- 犬山奈々 - 小野瀬みらい
- 熊本舞子 - 芦原優愛
- 鏡橋純 - 伊藤千恵子

【ロストボーイズ】
- トゥートルズ - 瀬戸尚哉
- スライトリー - 丸山龍星
- カーリー - 藤島克成

【マーメイド】
- メイビー - 奏多かづき
- チャイム - 三浦あくり
- マリカ - 濱頭優

【ロジャー海賊団】
- スターキー - 翔狼
- ジュークス - 黒木敦史
- テイント - 麻田樹
- スカリー - 相合谷由馬
- ビッキー - 中嶋こゆき
- シルバー - 田中佳人
- ルフィーナ - 佐川正治

- タイガーリリー - 小原春香

### ピューロ featuring GUY'Sキャスト
- ピーターパン - 高野洸（Dream5）
- スミー副船長 - 薫太
- 水野曜 - 金魚わかな（現：美波わかな）
- ティンカーベル - あだちあさみ
- タイガーリリー - 小原春香

- 犬山奈々 - 小野瀬みらい
- 熊本舞子 - 宮路由佳
- 鏡橋純 - 伊藤千恵子

【ロストボーイズ】
- トゥートルズ - 永田浩司
- スライトリー - 工藤陸
- カーリー - 藤島克成

【マーメイド】
- メイビー - 奏多かづき
- チャイム - 三浦あくり
- マリカ - 濱頭優

【ロジャー海賊団】
- スターキー - 黒木敦史
- ジュークス - 大林ちえり
- テイント - 麻田樹
- スカリー - 流晃士
- ビッキー - 中嶋こゆき
- シルバー - 田中佳人
- ルフィーナ - 佐川正治
- チクタクワニ - バッドばつ丸くん（キャラクター）
- キャプテンフック - 村上幸平

### 第4回キャスト
- 水野曜 - 田尻あやめ
- ピーターパン - 太田希望
- キャプテンフック - SACHI

- 犬山奈々 - 加藤美紅
- 熊本舞子 - 関谷真由、小田切瑠衣（Ｗキャスト）
- 鏡橋純 - 高橋咲樹

- ティンカーベル - 三浦あくり
- スミー副船長 - 田中愛梨
- チクタクワニ - 神白紗綾

【ロストボーイズ】
- トゥートルズ - 堀籠沙耶
- スライトリー - 朝日奈ゆう
- カーリー - いいだゆか

【マーメイド】
- メイビー - 一之瀬友美
- チャイム - 羽鳥那奈子
- マリカ - 未依

【ロジャー海賊団】
- スターキー - 嶋村瞳
- ビッキー - あやか
- ジュークス - 篠原しおり
- テイント - 仲原千夏
- スカリー - 春日彩香
- シルバー - 松山はるか
- ルフィーナ - 西田鈴音

- タイガーリリー - 望月海羽

### Lunar上海公演
- 水野曜 - 龐雪倩
- ピーターパン - 余静怡
- キャプテンフック - 張晨
- タイガーリリー - 陳爍

- 犬山奈々 - 李雨濝
- 熊本舞子 - 黄芷嫣
- 鏡橋純 - 王蕾

- ティンカーベル - 鮑家星
- スミー副船長 - 荘李鏝
- チクタクワニ - 金典

【ロストボーイズ】
- トゥートルズ - 厳莉青
- スライトリー - 麦迪娜
- カーリー - 程心怡

【ロジャー海賊団】
- スターキー - 繆巧
- ビッキー - 尹弋
- ジュークス - 大平静香
- テイント - 顧琳潔
- スカリー - 呉雯艶
- シルバー - 孫瑋
- ルフィーナ - 李格格

## 主なスタッフ
- 作・演出：貞方祥
- 音楽：榎本英彦、キムラヤスオ
- 振付：加藤紗希
- アクション：翁長卓
- 舞台監督：木川達也
- 音響：野中和仁（WAVE）
- 照明：廣江恭平（WAVE）
- 映像：小俣聡
- 舞台美術：三品遥

## 音楽
- フライングパイレーツ

　水野曜、犬山奈々、熊本舞子、鏡橋純
　作詞・作曲:貞方祥　編曲:キムラヤスオ
- 錨をあげろ!〜海賊たちの唄

　水野曜＆オールキャスト
　作詞:貞方祥　作曲・編曲:キムラヤスオ
- 世界を我がものに

　キャプテンフック with ロジャー海賊団
 　作詞:貞方祥　作曲・編曲:榎本英彦
- 人魚の泉へようこそ

 　タイガーリリー with マーメイドたち
 　作詞:貞方祥　作曲・編曲:榎本英彦
- I Can Fly

　ピーターパン＆ティンカーベル
 　作詞:貞方祥　作曲・編曲:榎本英彦
- 錨をあげろ!〜featuring GUY'S

　水野曜＆オールキャスト
　作詞:貞方祥　作曲:キムラヤスオ　編曲:榎本英彦